# احمد المنهالی
احمد المنهالی (انگلیسی: Ahmed Al-Minhali؛ زادهٔ ۵ مهٔ ۱۹۹۹) بازیکن فوتبال اهل قطر است.
از باشگاه‌هایی که در آن بازی کرده است می‌توان به باشگاه ورزشی السیلیه اشاره کرد.
وی همچنین در تیم‌های ملی فوتبال زیر ۲۰ سال قطر و زیر ۲۳ سال قطر بازی کرده است.